# Solheim Cup 1996
1996 Solheim Cup był czwartą odsłoną meczów o Puchar Solheima i miał miejsce w dniach 20–22 września 1996 na polu golfowym St. Pierre Hotel & Country Club w Chepstow (Walia). W imprezie tej tradycyjnie walczyły ze sobą dwie drużyny: zawodowych golfistek reprezentujących Europę oraz Stany Zjednoczone. Wynik 17 do 11 na korzyść Amerykanek pozwolił im zatrzymać puchar wywalczony dwa lata wcześniej.

## Format
Wraz z czwartą edycją Solheim Cup wprowadzono zmiany w formacie rozgrywania tych zawodów. W ich wyniku harmonogram rozgrywek stał się identyczny z formatem stosowanym podczas Ryder Cup.
Do zdobycia przez obie drużyny była pula 28 punktów. Przez pierwsze dwa dni golfistki walczyły w czterech turach meczów dwuosobowych drużyn. Na obie poranne sesje składały się cztery mecze foursome (2 × 4 punkty), na popołudniowe zaś cztery mecze fourball (2 × 4 punkty). Ostatniego dnia zaplanowana była sesja 12 meczów singlowych (12 punktów).

## Drużyny
| Drużyna Europy         |      |                                      |                          |
| Uczestniczka           | Wiek | Miejsce zamieszkania lub pochodzenia | Uwagi                    |
| Mickey Walker          | 43   | Essex, Anglia                        | niegrający kapitan       |
| Helen Alfredsson       | 31   | Göteborg, Szwecja                    | dzika karta              |
| Laura Davies           | 32   | Coventry, Anglia                     |                          |
| Marie-Laure de Lorenzi | 35   | Biarritz, Francja                    |                          |
| Lisa Hackney           | 28   | Anglia                               | debiutantka              |
| Trish Johnson          | 30   | Bristol, Anglia                      |                          |
| Kathryn Marshall       | 29   | Dundee, Szkocja                      | dzika karta, debiutantka |
| Joanne Morley          | 29   | Sale, Anglia                         | debiutantka              |
| Liselotte Neumann      | 30   | Gmina Finspång, Szwecja              | dzika karta              |
| Alison Nicholas        | 34   | Gibraltar                            |                          |
| Catrin Nilsmark        | 29   | Göteborg, Szwecja                    | dzika karta              |
| Dale Reid              | 37   | Ladybank, Szkocja                    | dzika karta              |
| Annika Sörenstam       | 25   | Sztokholm, Szwecja                   |                          |

| Drużyna USA     |      |                                      |                    |
| Uczestniczka    | Wiek | Miejsce zamieszkania lub pochodzenia | Uwagi              |
| Judy Rankin     | 51   | Saint Louis, Missouri                | niegrający kapitan |
| Pat Bradley     | 45   | Westford, Massachusetts              |                    |
| Brandie Burton  | 24   | San Bernardino, Kalifornia           | dzika karta        |
| Beth Daniel     | 39   | Charleston, Karolina Południowa      | dzika karta        |
| Jane Geddes     | 36   | Huntington, Nowy Jork                | debiutantka        |
| Rosie Jones     | 36   | Santa Ana, Kalifornia                |                    |
| Betsy King      | 41   | Reading, Pensylwania                 |                    |
| Meg Mallon      | 33   | Natick, Massachusetts                |                    |
| Michelle McGann | 26   | West Palm Beach, Floryda             | debiutantka        |
| Dottie Pepper   | 31   | Saratoga Springs, Nowy Jork          |                    |
| Kelly Robbins   | 26   | Mount Pleasant, Michigan             |                    |
| Patty Sheehan   | 39   | Middlebury, Vermont                  |                    |
| Val Skinner     | 36   | Hamilton, Montana                    | debiutantka        |

## Wyniki

### Dzień 1.
Pierwsza z piątkowych sesji przyniosła niespodziewane prowadzenie Amerykanek: 3,5 do 0,5. Europejki jednak nie złożyły broni i zaczęły odrabiać straty zmniejszając stratę na koniec dnia do dwóch punktów (5:3).
Wśród Amerykanek pierwszoplanową rolę odegrała Dottie Pepper wygrywając oba swoje mecze. Rano w parze z Brandie Burton pokonała Szwedki Alfredsson i Neumann 2&1. Po południu wraz z Betsy King nie dała szans Neumann i Nilsmark w meczu, w którym Pepper na przestrzeni 6 dołków zrobiła 5 birdie.
Laura Davies – największa z europejskich gwiazd i numer 2 listy zarobków LPGA podczas pierwszej sesji grała nierówno i jej para z Alison Nicholas uległa Amerykankom Sheehan i Jones najmniejszym możliwym marginesem 1 dołka. Na szczęście dla drużyny Europy po przerwie obiadowej talent Davies przebudził się i tym razem wraz z Trish Johnson rozgromiły Robbins i Bradley wynikiem 6&5, zaś sama Davies zrobiła 7 birdie na przestrzeni 13 dołków, a na 8. dołku par 4 nieomal trafiła hole in one na albatrosa.
Wynik Europejek w popołudniowej sesji byłby jeszcze bardziej przekonujący, jednak amerykańska para Daniel/Mallon uratowała remis dzięki birdie Daniel na ostatnim dołku.

#### Poranne mecze foursome
| Unia Europejska    | Wyniki   | Stany Zjednoczone |
| ------------------ | -------- | ----------------- |
| Sörenstam/Nilsmark | remis    | Robbins/McGann    |
| Davies/Nicholas    | 1up      | Sheehan/Jones     |
| Reid/de Lorenzi    | 1up      | Daniel/Skinner    |
| Alfredsson/Neumann | 2&1      | Pepper/Burton     |
| 0,5                | Foursome | 3,5               |
| 0,5                | Łącznie  | 3,5               |

#### Popołudniowe mecze fourball
| Unia Europejska     | Wyniki   | Stany Zjednoczone |
| ------------------- | -------- | ----------------- |
| Davies/Johnson      | 6&5      | Robbins/Bradley   |
| Sörenstam/Marshall  | 1up      | Skinner/Geddes    |
| Neumann/Nilsmark    | 1up      | Pepper/King       |
| Alfredsson/Nicholas | remis    | Mallon/Daniel     |
| 2,5                 | Fourball | 1,5               |
| 3                   | Łącznie  | 5                 |

### Dzień 2.
Sobotnie mecze przyniosły kontynuację dobrej gry Europejek. Podczas porannej sesji zrewanżowały się Amerykankom identycznym wynikiem z poprzedniego dnia (3,5 do 0,5), dzięki czemu wyszły na prowadzenie. Przewagę powiększyły wygrywając również sesję fourballs, przez co po dwóch dniach wynik brzmiał 9 do 7 na korzyść Europy.
Laura Davies wygrała oba swoje sobotnie mecze. Do południa wraz z Johnson nie dały szans Sheehan i Jones (4&3). Podczas sesji fourballs w parze z debiutantką Hackney rozgromiły Daniel i Skinner 6&5 w meczu, w którym na pierwszej dziewiątce obie Europejki zrobiły po trzy birdie.
Mimo że słabe puttowanie Amerykanek było głównym powodem ich słabej gry, to miały one jednak szanse na to żeby zmniejszyć rozmiary porażki, lecz nie potrafiły ich wykorzystać. W porannym meczu Mallon i Geddes prowadziły po 17 dołkach jednym punktem, ale birdie Szwedki Neumann na osiemnastce dało Europejkom remis. Z kolei po południu Mallon tym razem wraz z McGann na cztery dołki do końca prowadziły 3up, jednak Sörenstam i Johnson na każdym z ostatnich czterech dołków zrobiły birdie i ten mecz też zakończył się remisem.
Sobotni sukces europejskiej drużyny był rezultatem skutecznej gry nie tylko czołowych zawodniczek, ale też tych mniej znanych golfistek reprezentujących Europę: Hackney, Marschall, Johnson oraz de Lorenzi.
Amerykanki w sobotę były w stanie wygrać tylko jeden mecz (Robbins i King w popołudniowej sesji) i wydaje się, że jedynym przykrym momentem dla Europejek było użądlenie ich kapitan w powiekę lewego oka przez osę.

#### Poranne mecze foursome
| Unia Europejska       | Wyniki   | Stany Zjednoczone |
| --------------------- | -------- | ----------------- |
| Davies/Johnson        | 4&3      | Sheehan/Jones     |
| Sörenstam/Nilsmark    | 1up      | Pepper/Burton     |
| Neumann/Marshall      | remis    | Mallon/Geddes     |
| Alfredsson/de Lorenzi | 4&3      | Robbins/McGann    |
| 3,5                   | Foursome | 0,5               |
| 6,5                   | Łącznie  | 5,5               |

#### Popołudniowe mecze fourball
| Unia Europejska   | Wyniki   | Stany Zjednoczone |
| ----------------- | -------- | ----------------- |
| Davies/Hackney    | 6&5      | Daniel/Skinner    |
| Sörenstam/Johnson | remis    | Mallon/McGann     |
| de Lorenzi/Morley | 2&1      | Robbins/King      |
| Nilsmark/Neumann  | 3&1      | Sheehan/Geddes    |
| 2,5               | Fourball | 1,5               |
| 9                 | Łącznie  | 7                 |

### Dzień 3. – mecze singlowe
Singlowe mecze ostatniego dnia znowu okazały się być domeną amerykańskich golfistek. Mimo że po dwóch dniach traciły dwa punkty do Europejek, to stratę tę szybko zniwelowały i wygrały 9 spośród 12 pojedynków; w pozostałych trzech jeden wygrała Annika Sörenstam, a dwa zakończyły się remisem. Golfistki USA wygrały cały turniej 17 do 11 i pierwsze w historii triumfowały jako drużyna przyjezdna.
Pomeczowe komentarze jako przyczynę porażki Europejek wskazywały zmęczenie ich kluczowych zawodniczek. Cztery najlepsze europejskie golfistki (Davies, Sörenstam, Neumann i Nilsmark) przez pierwsze dwa dni grały po dwa mecze dziennie i ostatniego dnia wyraźnie opadły z sił – w efekcie z wyjątkiem Sörenstam przegrały one swoje pojedynki. Najbardziej bolesna była porażka Davies, która w niedzielę nie była w stanie zrobić ani jednego birdie i uległa najdalej uderzającej Amerykance Michelle McGann 3&2.
Z kolei taktyką amerykańskiej kapitan Judy Rankin było rozłożenie sił gwiazd swojej drużyny aby ostatniego dnia mogły skuteczniej walczyć o punkty. W efekcie zarówno Pepper, King, Jones i Daniel wygrały swoje mecze singlowe. Tylko jedna z ich golfistek w niedzielę grała swój piąty mecz – Kelly Robbins, która zremisowała z Alison Nicholas.
| Unia Europejska | Wyniki    | Stany Zjednoczone |
| --------------- | --------- | ----------------- |
| Sörenstam       | 2&1       | Bradley           |
| Marshall        | 2&1       | Skinner           |
| Davies          | 3&2       | McGann            |
| Neumann         | remis     | Daniel            |
| Hackney         | 1up       | Burton            |
| Johnson         | 3&2       | Pepper            |
| Nicholas        | remis     | Robbins           |
| de Lorenzi      | 5&4       | King              |
| Morley          | 5&4       | Jones             |
| Reid            | 2up       | Geddes            |
| Nilsmark        | 2&1       | Sheehan           |
| Alfredsson      | 4&2       | Mallon            |
| 2               | Pojedynki | 10                |
| 11              | Łącznie   | 17                |